# Empoasca snowi
Empoasca snowi är en insektsart som beskrevs av David D. Gillette 1898. Empoasca snowi ingår i släktet Empoasca och familjen dvärgstritar.
Artens utbredningsområde är New Mexico. Inga underarter finns listade i Catalogue of Life.